# Posidonios
Poseidonios ou Posidonios d'Apamée, en grec ancien Ὁ Ποσειδώνιος ὀ Ἀπαμεύς (O Poseidốnios o Apameús), né vers 135 av. J.-C. à Apamée en Syrie et mort après 60 av. J.-C. à Rome, est un philosophe stoïcien grec ainsi qu'un savant, à la fois astronome, mathématicien, géographe, historien, philologue et météorologue . Surnommé « l'athlète », c'est un brillant représentant de l'esprit hellénistique, à la fois empirique et spéculatif, curieux de tout.
Succédant à son maître Panétios comme scholarque de l'école stoïcienne à Athènes, il s'installe ensuite à Rhodes où il fonde sa propre école, fréquentée notamment par Cicéron et par Pompée dont il devient l'ami.
Selon les transcriptions du grec ancien ou du latin, son nom peut apparaître sous des formes diverses : Poseidonios, Poseidônios, Posidonios ou Posidonius d'Apamée, Posidonios ou Posidonius de Rhodes.

## Biographie

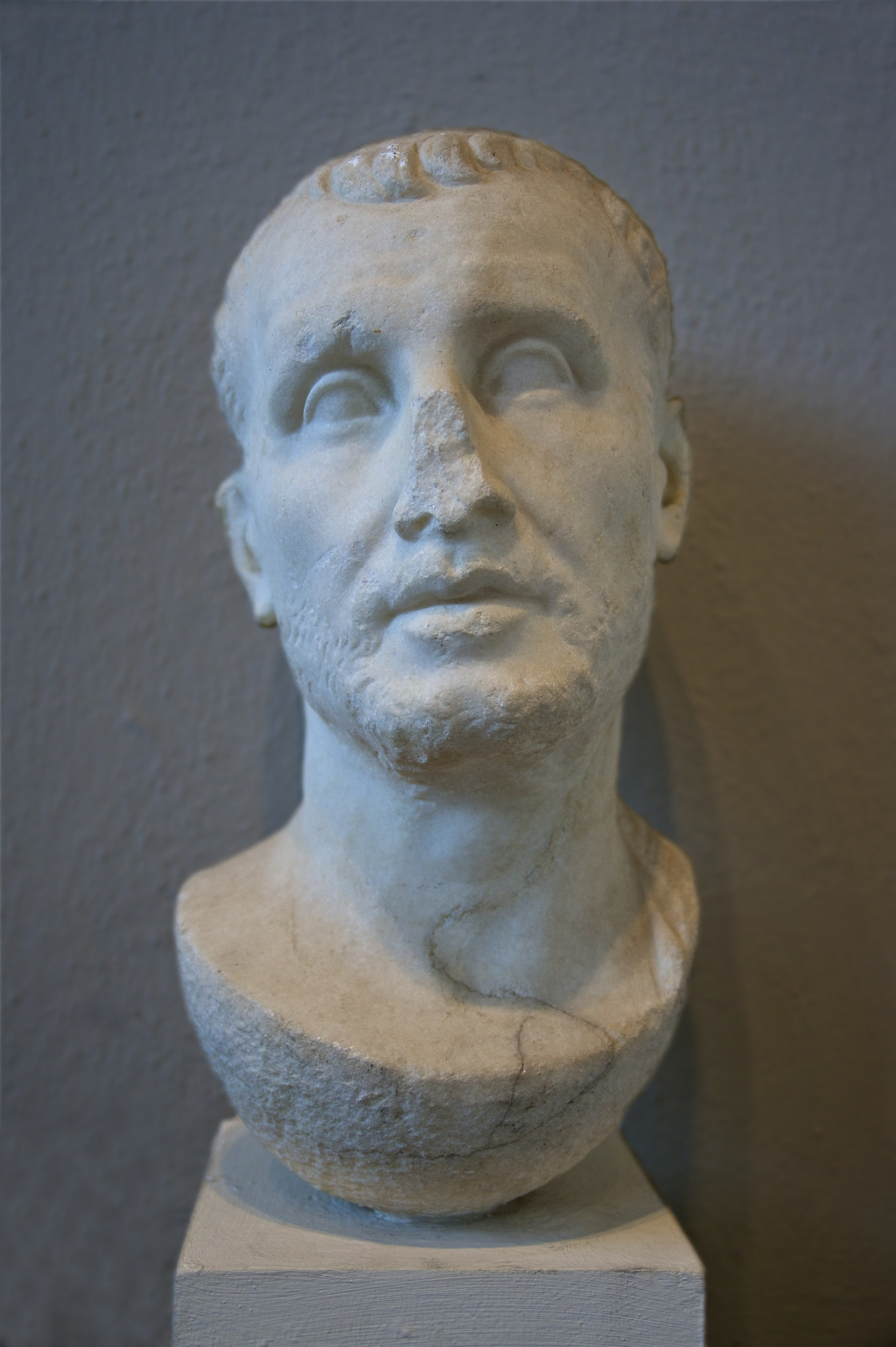
Buste représentant probablement Posidonios, musée archéologique de Rhodes, Grèce.

### Origine et formation
On ne sait pas grand chose de précis sur les origines de Poseidonios sinon qu'il est né à Apamée en Syrie, probablement entre 140 et 130 av. J.-C., peu après la chute de Carthage puis de Corinthe et au moment où les romains s'emparent de Numance, c'est-à-dire au moment où dans le monde antique, l'impérialisme romain se substitue à la domination culturelle grecque.
Apamée ayant été fondée par des soldats macédoniens avant de devenir une importante base militaire séleucide, la cité compte une importante population grecque dont fait probablement partie Poseidonios, dans la mesure où il porte un nom et a reçu une éducation grecs. Ses nombreux voyages et les enseignements dont il bénéficie dans différentes cités du monde méditerranéen oriental nécessitant des moyens financiers importants, laissent penser qu'il appartient à une riche famille, d'origine grecque ou hellénisée, versée dans le commerce international. 
À une date inconnue, Poseidonios quitte Apamée pour Athènes où il suit l'enseignement du philosophe stoïcien Panétios de Rhodes qui est à la tête de l'« école du Portique », l'école stoïcienne d'Athènes probablement depuis 129 avant J.-C. Panétios est considéré comme l'un des plus grands philosophes de son temps, l'un des maitres du stoïcisme et plus précisément de la deuxième période de ce mouvement, connue sous le nom de « Moyen Portique ».
Mais il est probable que Poseidonios ait aussi fréquenté l'autre grande école philosophique de la cité, la Nouvelle Académie, dans la mesure il apparaît comme l'un des stoïciens inspirés la nouvelle lecture de la pensée de Platon que propose Carnéade. À la mort de Panétios, que l'on pense être décédé vers 110 avant J.-C., Poseidonios devient le sixième scholarque de l'école du Portique.
On ignore par contre à peu près tout de sa formation scientifique qui semble avoir été précoce et avoir elle aussi bénéficié des enseignements de Poseidonios. Les travaux remarquables qu'il développe au cours de sa carrière dans des domaines aussi variés que la géographie, la cosmologie et les disciplines plus spécialisées dont l'étude est alors en germe comme la physique, la chimie, la météorologie, la géologie… laissent penser qu'il a également du, dès sa jeunesse, se former auprès de plusieurs grands scholarques rencontrés à Athènes, Rhodes, Pergame et peut-être même Alexandrie. 

### Citoyen et dirigeant de Rhodes
À une date et pour des raisons inconnues, Poseidonios quitte Athènes et s'installe à Rhodes où il enseigne la philosophie.  Devenu citoyen de cette ville, il exerce, du fait de sa grande réputation, une charge de haut magistrat au Prytanée. Vers 87 av. J.-C., il fait partie d'une ambassade envoyée à Rome. À cette occasion, il aurait selon Plutarque été reçu, par le consul Marius. 
Les liens d'amitié qu'il entretient avec les dirigeants romains, notamment Pompée, lui permettent de voyager dans tout l'Empire. Il se rend en Afrique du Nord, en Hispanie, en Sicile et en Gaule jusqu'à la Gironde. 

### Le professeur
La grande renommée de son enseignement attire des auditeurs tels que Cicéron en 78-77 et Pompée en 67 et 62 av. J.-C.. Ses cours sont édités[Quand ?] par un de ses disciples, Phanias. 
Il est un de ceux[Qui ?] par qui le stoïcisme entre dans la culture des élites romaines. 

### Mort et succession
Il se rend à Rome pour une seconde ambassade et une lettre datée de 60 av. J.-C. adressée à Atticus par Cicéron fait savoir que Poseidonios a refusé une demande de rédiger un ouvrage sur le consulat de ce dernier. C'est dans cette ville qu'il meurt mais la tradition historiographique qui date sa mort en 51 av. J.-C. repose sur des sources peu fiables et conjecturales, quoiqu'elle puisse être exacte.  
Son petit-fils, Jason de Nysa, devient scolarque de son école à Rhodes. 
Selon le témoignage de Sénèque, il[pas clair] a comme disciples Asclépiodos et Phanias.

## Son œuvre

### Philosophie
Selon le témoignage de Galien, « il écrivit qu'il aurait préféré trahir la secte des Stoïciens plutôt que la vérité ».
Poseidonios adhère aux doctrines du moyen stoïcisme, courant de pensée influencé par Platon et Aristote pour faire face aux attaques des sceptiques.

### Métaphysique: la sympathie et le destin
L'unité du monde tient, non pas à deux facteurs comme chez Chrysippe (Dieu et la sympathie), mais à trois : Dieu, la nature et le destin.
L'idée la plus importante et la plus connue de Poseidonios est celle de sympathie cosmique. « L'univers est un corps unifié » fait de parties qui collaborent. Tout conspire, tout sympathise. « Le monde est un tout sympathique à lui-même. » « Dans le cas de corps unifiés, il existe une certaine sympathie, puisque, lorsque le doigt est coupé, le corps entier en est affecté. L'univers est donc lui aussi un corps unifié. »[réf. nécessaire]
De ce point de vue, Dieu est un souffle purifiant qui pénètre toute substance et peut se manifester sous n'importe quel aspect.

« Dieu est un souffle igné doué d'intelligence, sans forme, se transformant en ce qu'il veut et se rendant semblable à tout. »

— (Stobée, Eclogues, I, 58)
Émile Bréhier traitant de Chrysippe de Soles décrit ainsi le concept :  « le principe de sympathie est destiné à montrer soit l'action réciproque universelle de toutes choses, soit l'influence des causes éloignées et en apparence négligeables ».
Poseidonios défend un déterminisme universel spiritualisant, qui annonce le néoplatonisme émanatiste, mais qui rend aussi compte de la divination. Zeus est l'âme omnisciente, le destin est l'enchaînement causal des phénomènes, qui obéissent à des lois nécessaires dont on trouve l'expression dans le mouvement des astres. Poseidonios distingue trois types de divination : celle qui vient directement de Dieu par la bouche d'un prophète inspiré, celle qui vient du destin et qui est liée à l'observation astrologique, enfin celle qui vient de la nature (les songes). Exemple d'action à distance : celui d'une victime sacrificielle qui indique l'avenir.
C'est de lui, selon toute vraisemblance[réf. nécessaire], que vient la théorie des climats, exposée au début du sixième livre de Vitruve. Par exemple : « À Athènes, l’air est vif, et l’on croit que c’est ce qui donne tant d’esprit aux Athéniens » : il n'y a pas causalité simple, mais affinité entre l'atmosphère délicate et la mentalité déliée. 

### Sciences

Méthode de Poseidonios pour calculer la longueur du méridien terrestre en utilisant la hauteur de l'étoile Canopus à Rhodes et Alexandrie.

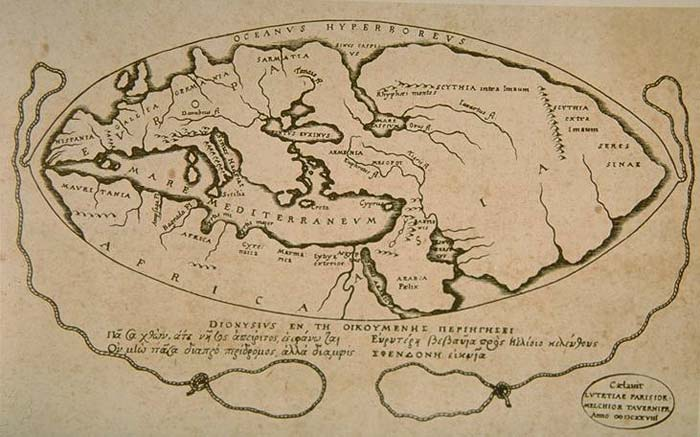
Le monde selon Posidonius, dessiné en 1628 par les cartographes Petrus Bertius et Melchior Tavernier, surtout pour la position des continents.

Poseidonios est l'auteur de traités de physique et de météorologie. C’est un savant complet, nourri de l'érudition des écoles d'Asie Mineure. Il se passionne pour la mesure (longueur du méridien, hauteur de l’atmosphère, distance des astres).

#### Astronomie
Dans le domaine de l'astronomie, selon Cléomède (Mouvements des objets célestes, livre II), Poseidonios théorise le concept d'une force vitale du soleil agissant sur le monde. Il tente de calculer la distance entre la Terre et la Lune et s'attache à préciser la taille de la lune. Il cherche à découvrir les lois du mouvement des cinq planètes alors connues et du soleil.
Sénèque rapporte dans le livre VII de ses Questions naturelles un témoignage de Poseidonios selon lequel une comète rasante, invisible en temps normal, aurait été observée près du Soleil pendant une éclipse.
Selon le témoignage de Cicéron, il aurait mis au point une sphère reproduisant les mouvements du soleil, de la lune et des cinq planètes connues.
Ce témoignage vient en soutien à l'hypothèse selon laquelle Poseidonios est le créateur de la machine d'Anticythère découverte en 1900 dans un navire qui sombra vers 88 av. J.-C. en provenance de Rhodes.

#### Mathématiques
Proclos, dans le premier livre de son Commentaire d'Euclide, mentionne les recherches de Poseidonios dans plusieurs domaines :
- la distinction entre théorème et problème mathématique ;
- un procédé de division dichotomique de la division du quadrilatère[pas clair] ;
- la définition des droites parallèles ;
- la définition des figures mathématiques.

Poseidonios engage avec l'épicurien Zénon de Sidon une polémique dans laquelle il prend la défense de la démonstration géométrique établie par Euclide. 
Selon Héron d'Alexandrie, il donne une définition du centre de gravité et défend l'idée de la géométrie comme partie intégrante de la physique[pas clair].

### Géographie
Il n’est pas impossible qu’il ait été en contact avec de grands géographes, car le déclin d’Athènes dans ce domaine entraîna le succès de Rhodes.[réf. nécessaire]
Il s’intéresse aux mouvements des eaux, surtout ceux de la Mer intérieure, aux causes des secousses sismiques et des éruptions volcaniques, et pratique l'astronomie afin de fixer les coordonnées des points de la terre et de la cartographier.
Il imagine une méthode de calcul de la longueur du méridien terrestre en comparant la hauteur de l'étoile Canopus à Rhodes et à Alexandrie. 
Dans son traité De l'Océan, il émet l’hypothèse que les marées sont dues à une influence de la Lune. En s'appuyant sur de longues observations dans le sud de l'Espagne, près de Cadix, il parvient à établir que la triple périodicité des marées (journalière, mensuelle et annuelle), correspond aux changements des positions relatives de la Lune et du Soleil.
Poseidonios pratique une géographie descriptive et raisonnée, ordonnée selon les subdivisions de la Terre : zones, continents, pays, provinces, villes. Chaque élément est présenté d'après sa situation, son relief, son réseau hydrographique, ses ressources. Après son voyage en Gaule, quelques décennies avant la conquête de César (58-52), il définit les frontières de ce pays, faisant intervenir tous les facteurs possibles pour bien le comprendre. On constate que les découvertes archéologiques récentes confirment ses description des sanctuaires[réf. nécessaire]. Il décrit les mœurs et la structure sociale des Gaulois. Il est à l’origine des développements sur les coutumes celtiques[pas clair].

### Histoire
Historien, il prend la suite du récit de Polybe et traite des événements allant de 145 à 86 av. J.-C. Quelques fragments seulement de son œuvre nous sont parvenus, notamment de son Histoire en 52 livres.
Celle-ci ne se contentait pas de mentionner les évènements, mais comportait des considérations générales sur les mentalités et les usages militaires des peuples, ainsi qu'une étude de l'émergence de la domination romaine sur tout le bassin méditerranéen. 
Il étudie les vertus des anciens Romains et la mise en place de leur domination, la question du pouvoir dominé/dominant[pas clair], les guerres entre les Parthes et les Séleucides. Selon lui, l'action des hommes est dictée par les ressorts de l'ambiguïté de la psychologie humaine[pas clair]. 
Plutarque semble avoir beaucoup puisé dans son œuvre pour rédiger sa biographie de Marius, ainsi vraisemblablement que celle de Pompée. Par ailleurs Trogue Pompée semble l'avoir lui aussi suivi dans ses récits sur la conquête romaine de l'Hispanie.

## Liste de ses œuvres
Plusieurs sources anciennes mentionnent des traités écrits par Poseidonios dans divers domaines.

### Dialectique
- Sur le Critère[23]
- Un commentaire exégétique du Timée de Platon[24]

### Éthique
- Le Protreptique (3 livres)[25]
- Sur les fins[26]
- Sur le devoir[27]
- Éléments d'Éthique (2 livres ? regroupant les 2 titres ci-dessous ?)[28]
- Sur la colère (1 livre ?)[29]
- Sur la tristesse (1 livre ?)[30]
- Sur les passions[31]

### Physique
- Traité de physique (6 livres)[32]
- Sur les météores ou corps célestes (7 livres)[33]
- Sur le monde[34]
- Sur les dieux (13 livres)[35]

### Géographie
- De l'océan[36]

## Honneur
L'astéroïde (13129) Posidonios porte son nom.

### Sources antiques
- Cicéron, De la nature des dieux, livre II, 9 § 23 - 13 § 36 et 38 § 98 - 61 § 153, et 55 § 139, 61 § 153, 61 § 153 (selon K. Reinhardt, Poseidonios p. 224-234, l'exposé de Cléanthe revient en réalité à Posidonios)
- Cicéron, De divinatione [détail des éditions] [lire en ligne].
- Sénèque, Lettres à Lucilius, no 88-90.
- Diogène Laërce, Vies, doctrines et sentences des philosophes illustres [détail des éditions] (lire en ligne) (VII).

### Fragments
- (grc) W. Theiler (éd.), Posidonius. Die Fragmente, Berlin de Gruyter, 1982, 2 vol. (Recueil maximaliste : retient même des textes où le nom de Poseidonios d'Apamée ne figure pas).
- (grc + en) L. Edelstein et I. G. Kidd (trad.), Posidonius, Cambridge University Press 
  - vol. I : The Fragments, Cambridge University Press, 1972, LIV-336 p.  ;
  - vol. II en 2 t. : The commentary, 1988. T. 1 : Testimonia and Fragments 1-149, 564 p. . T. 2 ; 2e éd. en 1 vol., 1989, 1088 p. ;
  - vol. III : The Translation of the Fragments, 1999, XIV-432 p.  Recueil minimaliste : fragments où Posidonios d'Apamée est nommément désigné.

### Recherche contemporaine
- J. J. Hall, The meteorology of Posidonius, Routledge, coll. « Issues in ancient philosophy », 2024 (ISBN 978-0-367-02372-0).
- Jean-Louis Brunaux, « Poseidonios, la Gaule et son économie », Revue du Nord, vol. 403, no 5,‎ 2013, p. 15–23 (ISSN 0035-2624, lire en ligne, consulté le 30 juin 2024).
- Jean-Louis Brunaux, Voyage en Gaule, Seuil, 2011 (ISBN 978-2-02-104222-1).
- Stephen White, « Posidonius and Stoic Physics », Bulletin of the Institute of Classical Studies. Supplement, no 94,‎ 2007, p. 35–76 (ISSN 2398-3264).
- (en) Philip Freeman, The Philosopher and the Druids : A Journey Among the Ancient Celts, Simon and Schuster, 2006 (ISBN 978-0-7432-8906-1).
- Stéphane Toulouse, « Les sciences et l'âme chez Posidonius », dans Gilbert Romeyer-Dherbey et Jean-Baptiste Gourinat (dirs.), Les stoïciens, Vrin, 2005 (ISBN 2-7116-1778-5), p. 153-172
- Katell Berthelot, « Poseidonios d'Apamée et les Juifs », Journal for the Study of Judaism in the Persian, Hellenistic, and Roman Period, vol. 34, no 2,‎ 2003, p. 160–198 (ISSN 0047-2212).
- Lambros Couloubaritsis, Histoire de la philosophie ancienne et médiévale, Paris, Grasset, 1998, p. 484-490.
- Marie Laffranque, Poseidonios d'Apamée, essai de mise au point : Thèse pour le Doctorat ès lettres présentée à la Faculté des lettres et sciences humaines de l'Université de Paris, Presses universitaires de France, 1964 (ISBN 978-2-7059-4492-6).

### Fiction
- Poseidonios est un personnage clé dans le roman pour la jeunesse L'Incubateur de rêves, tome 3 de la série Princesse Cléo d'Emmanuelle Dupal.